# Belaj (Barilović)
Pour les articles homonymes, voir Belaj.
Belaj est une localité de Croatie située dans la municipalité de Barilović, comitat de Karlovac. Au recensement de 2001, elle comptait 154 habitants.